# Liga Femenina FPF
La Liga Femenina FPF es la máxima competición de fútbol femenino en Perú, organizada por la Federación Peruana de Fútbol (FPF). Se estableció en 2020 como el nuevo formato de la Primera División de Fútbol Femenino Peruano, con el objetivo de profesionalizar y fomentar el desarrollo del fútbol femenino en el país, proporcionando una plataforma competitiva para los clubes y jugadoras peruanas, pero ese año no se pudo realizar debido a la pandemia de covid-19.
Su primera temporada se desarrolló en el 2021, en un contexto histórico para el país, ya que coincidió con la celebración del Bicentenario de la Independencia del Perú. La creación de esta liga marcó un paso significativo en la promoción del deporte femenino, respondiendo a la creciente demanda de igualdad y profesionalización en el fútbol.
El torneo cuenta con la participación de clubes de diversas regiones del país, buscando así descentralizar y diversificar el fútbol femenino peruano. A lo largo de las temporadas, la liga ha visto una notable mejora en la calidad del juego y en la competitividad de los equipos, así como un incremento en la visibilidad y el seguimiento por parte de los aficionados.
En sus dos primeras temporadas, el Club Alianza Lima se coronó como el primer bicampeón invicto de la Liga Femenina FPF. Desde entonces, la liga ha continuado creciendo en popularidad y profesionalismo, atrayendo a más clubes y jugadoras.

## Antecedentes
El Campeonato Metropolitano de Fútbol Femenino, iniciado en 1996, fue la primera competición organizada en Perú, centrada en clubes de Lima y Callao. Universitario de Deportes fue el primer campeón y bicampeón, logro igualado por Sporting Cristal en 1998 y 1999. Universitario consiguió además el primer tricampeonato entre 2001 y 2003. JC Sport Girls destacó al ganar los títulos de 2004 y 2006. En 2008, el torneo se amplió con la creación del Campeonato Nacional de Fútbol Femenino, que incluyó etapas provinciales, regionales y nacionales. 
Este formato permitió que el campeón accediera a la Copa Libertadores Femenina desde 2009, siendo White Star de Arequipa el primer campeón nacional. Luego, JC Sport Girls y Universitario siguieron dominando, con tricampeonatos en 2012 y 2016, respectivamente. En 2018, la competición se reorganizó como la Copa Perú Femenina, suspendida en 2020 por la pandemia y reemplazada por la Liga Femenina FPF en 2021. Desde 2022, la Copa Perú Femenina se reinició como torneo de segunda categoría con ascenso a la Liga Femenina. Durante esta etapa amateur, Universitario ganó 9 títulos, JC Sport Girls logró 6, Sporting Cristal ganó 2 y otros clubes como White Star y Real Maracaná obtuvieron un título.
La creación de la Liga Femenina FPF en 2021 marcó un hito en el fútbol femenino peruano. La profesionalización del torneo representa un paso clave hacia la equidad y el reconocimiento de las mujeres futbolistas, brindándoles mejores infraestructuras, mayor visibilidad y apoyo institucional, lo que ha elevado el nivel de competencia y el interés del público.

## Equipos participantes
En sus primeras cinco ediciones (2021-2025), la Liga Femenina FPF cuenta con la participación de 20 equipos. Tras el descenso de Municipal, Cantolao y Ayacucho FC, en la temporada 2025 solo quedarán seis equipos que habrán disputado todas las ediciones: Alianza Lima, Universitario, Mannucci, Vallejo, Sporting Cristal y FC Killas. 
Lima ha tenido 6 representantes en la Liga Femenina, seguido por Trujillo con 3 equipos y el Callao con 2 clubes. Asimismo, las ciudades de Ayacucho, Arequipa, Cutervo, Cajamarca, Cusco, Bellavista e Iquitos también han tenido participación en la máxima competencia de fútbol femenino de Perú.  
En la temporada 2025, dos nuevas regiones del Perú se unirán a la historia de la Liga Femenina: Áncash y Junín, gracias al ascenso de Real Áncash FC y de Flamengo FBC, respectivamente. Ambos equipos son finalistas de la Liga de Ascenso Femenina 2024.   
- Campeonas.      Finalistas.      Semifinalistas.      Descendidas.

| N.°                                                                        | Clubes                | Temporadas | Temporadas | Temporadas | Temporadas | Temporadas   | Participaciones |
| N.°                                                                        | Clubes                | 2021*      | 2022       | 2023       | 2024       | 2025         | Participaciones |
| -------------------------------------------------------------------------- | --------------------- | ---------- | ---------- | ---------- | ---------- | ------------ | --------------- |
| 1                                                                          | Alianza Lima          | C          | C          | 2°         | C          | Participando | 5               |
| 2                                                                          | Universitario         | 2°         | 3°         | C          | 2°         | Participando | 5               |
| 3                                                                          | Carlos Mannucci       | 5°         | 2°         | 3°         | 3°         | Participando | 5               |
| 4                                                                          | Club UCV              | 3°         | 5°         | 10°        | 8°         | Participando | 5               |
| 5                                                                          | Sporting Cristal      | 4°         | 4°         | 4°         | 4°         | Participando | 5               |
| 6                                                                          | Deportivo Municipal   | 8°         | 10°        | 5°         | 11°        | -            | 4               |
| 7                                                                          | Academia Cantolao     | 6°         | 9°         | 6°         | 13°        | -            | 4               |
| 8                                                                          | FC Killas             | 9°         | 7°         | 9°         | 9°         | Participando | 5               |
| 9                                                                          | Ayacucho FC           | 10°        | 8°         | 12°        | 12°        | -            | 4               |
| 10                                                                         | Atlético Trujillo     | 7°         | 6°         | 13°        | -          | -            | 3               |
| 11                                                                         | Club USMP             | 11°        | 11°        | 14°        | -          | -            | 3               |
| 12                                                                         | FBC Melgar            | -          | -          | 8°         | 5°         | Participando | 3               |
| 13                                                                         | Defensores del Ilucán | -          | -          | 7°         | 6°         | Participando | 3               |
| 14                                                                         | Club UTC              | 12°        | 12°        | -          | -          | -            | 2               |
| 15                                                                         | Sport Boys            | 13°        | 13°        | -          | -          | -            | 2               |
| 16                                                                         | Biavo FC              | -          | -          | -          | 7°         | Participando | 2               |
| 17                                                                         | UNSAAC                | -          | -          | -          | 10°        | Participando | 2               |
| 18                                                                         | Sporting Victoria     | -          | -          | 11°        | -          | -            | 1               |
| 19                                                                         | Real Áncash FC        | -          | -          | -          | -          | Participando | 1               |
| 20                                                                         | Flamengo FBC          | -          | -          | -          | -          | Participando | 1               |
| Total de equipos                                                           | Total de equipos      | 13         | 13         | 14         | 14         | 12           | 20              |
| *En el torneo de 2021, no hubo descenso debido a la pandemia del covid-19. |                       |            |            |            |            |              |                 |

## Campeonatos

### 2021: Alianza, campeón invicto
En 2021, para poder realizar la temporada inaugural de la primera Liga Femenina, la Federación Peruana de Fútbol tuvo que conseguir los permisos administrativos necesarios e implementar los protocolos sanitarios adecuados contra el covid-19, con el fin de proteger la salud de futbolistas, técnicos, árbitros, recogebolas, periodistas, entre otros trabajadores. 
Tras cumplir con todas las medidas exigidas por el gobierno peruano, la Liga Femenina FPF 2021 comenzó en 1996 con el partido Universitario de Deportes 9 Universidad San Martín de Porres 0 en el Estadio de la Universidad Nacional Mayor de San Marcos, que sería el único estadio donde se jugaría la primera temporada, sin asistencia de público, pero con transmisión televisiva de Movistar Deportes.
Al culminar la primera fase, Alianza Lima (1°) y Universitario de Deportes (2°) quedaron como colíderes y clasificaron directamente a las semifinales del torneo; mientras que Carlos Mannucci, Universidad César Vallejo, Academia Cantolao y Sporting Cristal tuvieron que jugar un repechaje para clasificar a las semifinales. En cuanto al descenso, esta temporada no hubo.  
En un partido muy reñido y parejo, el 4 de septiembre de 2021, Alianza Lima venció en la final por 1-0 a Universitario, con gol de la venezolana Neidy Romero, y se adjudicó de manera invicta la primera Liga Femenina FPF. Con la obtención del título, las blanquiazules también lograron clasificar por primera vez a la Copa Libertadores Femenina 2021, que se jugó en Paraguay y Uruguay.
Posiciones finales de la temporada 2022
- El campeón y el subcampeón se definieron en un partido final; el tercer y cuarto lugar, entre los perdedores de semifinales; el quinto y el sexto, entre los perdedores del repechaje; y las posiciones del sétimo al decimotercero, en la primera fase.

| Clasificación final de la Liga Femenina FPF 2021 | Clasificación final de la Liga Femenina FPF 2021 | Clasificación final de la Liga Femenina FPF 2021 | Clasificación final de la Liga Femenina FPF 2021 | Clasificación final de la Liga Femenina FPF 2021 | Clasificación final de la Liga Femenina FPF 2021 | Clasificación final de la Liga Femenina FPF 2021 | Clasificación final de la Liga Femenina FPF 2021 | Clasificación final de la Liga Femenina FPF 2021 | Clasificación final de la Liga Femenina FPF 2021 | Clasificación final de la Liga Femenina FPF 2021 | Clasificación final de la Liga Femenina FPF 2021           |
| Pos.                                             | Equipos                                          | Partidos                                         | Partidos                                         | Partidos                                         | Partidos                                         | Goles                                            | Goles                                            | Goles                                            | Puntos                                           | %                                                | Detalle                                                    |
| Pos.                                             | Equipos                                          | PJ                                               | PG                                               | PE                                               | PP                                               | GF                                               | GC                                               | DG                                               | Puntos                                           | %                                                | Detalle                                                    |
| ------------------------------------------------ | ------------------------------------------------ | ------------------------------------------------ | ------------------------------------------------ | ------------------------------------------------ | ------------------------------------------------ | ------------------------------------------------ | ------------------------------------------------ | ------------------------------------------------ | ------------------------------------------------ | ------------------------------------------------ | ---------------------------------------------------------- |
| Medalla de oro                                   | Alianza Lima                                     | 14                                               | 12                                               | 2                                                | 0                                                | 70                                               | 1                                                | +69                                              | 38                                               |                                                  | Campeón y clasificado a la Copa Libertadores Femenina 2021 |
| Medalla de plata                                 | Universitario                                    | 14                                               | 12                                               | 1                                                | 1                                                | 63                                               | 3                                                | +60                                              | 37                                               |                                                  | Jugarán la Liga Femenina FPF 2022                          |
| Medalla de bronce                                | Club UCV                                         | 14                                               | 8                                                | 2                                                | 4                                                | 29                                               | 10                                               | +19                                              | 26                                               |                                                  | Jugarán la Liga Femenina FPF 2022                          |
| 4°                                               | Sporting Cristal                                 | 14                                               | 7                                                | 2                                                | 5                                                | 43                                               | 16                                               | +27                                              | 23                                               |                                                  | Jugarán la Liga Femenina FPF 2022                          |
| 5°                                               | Carlos Mannucci                                  | 13                                               | 8                                                | 1                                                | 4                                                | 37                                               | 14                                               | +23                                              | 25                                               |                                                  | Jugarán la Liga Femenina FPF 2022                          |
| 6°                                               | Academia Cantolao                                | 13                                               | 7                                                | 1                                                | 5                                                | 26                                               | 25                                               | +1                                               | 22                                               |                                                  | Jugarán la Liga Femenina FPF 2022                          |
| 7°                                               | Atlético Trujillo                                | 12                                               | 6                                                | 0                                                | 6                                                | 22                                               | 33                                               | -11                                              | 18                                               |                                                  | Jugarán la Liga Femenina FPF 2022                          |
| 8°                                               | Deportivo Municipal                              | 12                                               | 5                                                | 1                                                | 6                                                | 20                                               | 28                                               | -8                                               | 16                                               |                                                  | Jugarán la Liga Femenina FPF 2022                          |
| 9°                                               | FC Killas                                        | 12                                               | 3                                                | 4                                                | 5                                                | 16                                               | 29                                               | -13                                              | 13                                               |                                                  | Jugarán la Liga Femenina FPF 2022                          |
| 10°                                              | Ayacucho FC                                      | 12                                               | 3                                                | 1                                                | 8                                                | 19                                               | 43                                               | -24                                              | 10                                               |                                                  | Jugarán la Liga Femenina FPF 2022                          |
| 11°                                              | Club USMP                                        | 12                                               | 3                                                | 0                                                | 9                                                | 12                                               | 50                                               | -38                                              | 9                                                |                                                  | Jugarán la Liga Femenina FPF 2022                          |
| 12°                                              | Club UTC                                         | 12                                               | 0                                                | 2                                                | 10                                               | 9                                                | 56                                               | -47                                              | 2                                                |                                                  | Jugarán la Liga Femenina FPF 2022                          |
| 13°                                              | Sport Boys                                       | 12                                               | 0                                                | 1                                                | 11                                               | 8                                                | 66                                               | -58                                              | 1                                                |                                                  | Jugarán la Liga Femenina FPF 2022                          |

### 2022: Alianza, bicampeón invicto
Una vez superada la etapa más grave de la pandemia de covid-19, en 2022 el público pudo volver a las tribunas bajo ciertos criterios obligatorios, como la presentación del carnet de vacunación y el uso de mascarillas para ingresar a los diversos estadios de Lima y de provincias, dejando de lado el uso de un estadio único para toda la temporada, como sucedió en 2021 con el estadio de la Universidad de San Marcos de Lima. La televisación estuvo nuevamente a cargo de Movistar Deportes, que, lamentablemente, casi no transmitió los partidos en provincias.  
Tras el éxito de la primera edición, la Liga Femenina FPF 2022 empezó a jugarse el 2 de abril de 2022 con el partido Universitario de Deportes 6 Universidad Técnica de Cajamarca 0 y finalizó el 30 de noviembre del 2022 con el partido Sporting Victoria de Iquitos 2 Universidad Técnica de Cajamarca 0 por la Revalidación. En total se jugaron 120 partidos en esta temporada, en la que sobresale el bicampeonato invicto del Club Alianza Lima, imponiendo un récord de 34 partidos consecutivos sin perder. 
Luego de disputarse las trece fechas de la Fase Regular, Alianza Lima, Universitario, Mannucci, Cristal, Vallejo y Atlético Trujillo clasificaron al Play-off por el título; mientras que los otros siete equipos de la Liga tuvieron que luchar por evitar el descenso a la Copa Perú Femenina 2023 en un heptagonal de todos contra todos, que terminaría con el descenso directo de Sport Boys y con el descenso de la UTC en la Revalidación.  
El Play-off por el título consistió en un hexagonal de todos contra todos, que clasificó a los cuatro mejores a las semifinales. Alianza Lima ganó el hexagonal y enfrentó en semifinales a Sporting Cristal, con el que empató 0-0 y que terminó venciendo 4-3 en penales en el Alejandro Villanueva. En la otra semifinal, jugada en el Mansiche, Carlos Mannucci empató 0-0 con Universitario de Deportes, al que finalmente derrotó 4-1 en los penales. 
Al comienzo de la temporada, la final de la Liga estaba pactada a un partido único en Lima, ya que la FPF proyectó que Alianza y Universitario volverían a ser finalistas. En el camino, cambiaron la final única entre las comadres a Trujillo, pero Mannucci eliminó a Universitario y la final única en Trujillo no fue aceptada por Alianza. Finalmente, los dirigentes optaron por realizar una final de ida en Trujillo y de vuelta en Lima para salvar la situación.
La primera final, jugada el 25 de septiembre en Trujillo, terminó 1-1 con goles de Luz Campoverde para las trujillanas y de Adriana Lúcar para las victorianas. El 6 de octubre en La Victoria, ante más de treinta mil espectadores (récord histórico de la Liga Femenina hasta ese momento), Alianza Lima goleó 3-0 y se coronó bicampeón invicto de la Liga Femenina, gracias a los goles de Gladys Dorador, Heidy Padilla y Lúcar, clasificando a la Copa Libertadores Femenina 2022 de Ecuador. 
Posiciones finales de la temporada 2022
- El campeón y el subcampeón se definieron en la final ida y vuelta; el tercer y cuarto lugar, en un partido único; el quinto y el sexto, en el hexagonal por el título; y las posiciones del sétimo al decimotercero, en el heptagonal por el descenso.

| Clasificación final de la Liga Femenina FPF 2022 | Clasificación final de la Liga Femenina FPF 2022 | Clasificación final de la Liga Femenina FPF 2022 | Clasificación final de la Liga Femenina FPF 2022 | Clasificación final de la Liga Femenina FPF 2022 | Clasificación final de la Liga Femenina FPF 2022 | Clasificación final de la Liga Femenina FPF 2022 | Clasificación final de la Liga Femenina FPF 2022 | Clasificación final de la Liga Femenina FPF 2022 | Clasificación final de la Liga Femenina FPF 2022 | Clasificación final de la Liga Femenina FPF 2022 | Clasificación final de la Liga Femenina FPF 2022                |
| Pos. | Equipos                                          | Partidos                                         | Partidos                                         | Partidos                                         | Partidos                                         | Goles                                            | Goles                                            | Goles                                            | Puntos                                           | %                                                | Detalle                                                         |
| Pos. | Equipos                                          | PJ                                               | PG                                               | PE                                               | PP                                               | GF                                               | GC                                               | DG                                               | Puntos                                           | %                                                | Detalle                                                         |
| --- | ------------------------------------------------ | ------------------------------------------------ | ------------------------------------------------ | ------------------------------------------------ | ------------------------------------------------ | ------------------------------------------------ | ------------------------------------------------ | ------------------------------------------------ | ------------------------------------------------ | ------------------------------------------------ | --------------------------------------------------------------- |
| Medalla de oro | Alianza Lima*                                    | 20                                               | 17                                               | 3                                                |                                                  | 74                                               | 7                                                | +67                                              | 56                                               | 90.0                                             | Campeón y clasificado a la Copa Libertadores Femenina 2022      |
| Medalla de plata | Carlos Mannucci                                  | 20                                               | 14                                               | 3                                                | 3                                                | 56                                               | 23                                               | +33                                              | 45                                               | 75.0                                             | Mantuvieron la categoría y jugarán la Liga Femenina FPF 2023    |
| Medalla de bronce | Universitario**                                  | 19                                               | 15                                               | 1                                                | 3                                                | 52                                               | 11                                               | +41                                              | 47                                               | 80.7                                             | Mantuvieron la categoría y jugarán la Liga Femenina FPF 2023    |
| 4° | Sporting Cristal                                 | 19                                               | 9                                                | 2                                                | 8                                                | 35                                               | 23                                               | +12                                              | 29                                               | 50.9                                             | Mantuvieron la categoría y jugarán la Liga Femenina FPF 2023    |
| 5° | Club UCV                                         | 17                                               | 7                                                | 2                                                | 8                                                | 25                                               | 27                                               | -2                                               | 23                                               | 45.1                                             | Mantuvieron la categoría y jugarán la Liga Femenina FPF 2023    |
| 6° | Atlético Trujillo                                | 17                                               | 5                                                | 2                                                | 10                                               | 17                                               | 46                                               | -29                                              | 17                                               | 33.3                                             | Mantuvieron la categoría y jugarán la Liga Femenina FPF 2023    |
| 7° | FC Killas                                        | 18                                               | 6                                                | 6                                                | 6                                                | 27                                               | 15                                               | +12                                              | 24                                               | 44.4                                             | Mantuvieron la categoría y jugarán la Liga Femenina FPF 2023    |
| 8° | Ayacucho FC                                      | 18                                               | 7                                                | 6                                                | 5                                                | 19                                               | 22                                               | -3                                               | 27                                               | 50.0                                             | Mantuvieron la categoría y jugarán la Liga Femenina FPF 2023    |
| 9° | Academia Cantolao                                | 18                                               | 6                                                | 6                                                | 6                                                | 36                                               | 27                                               | +9                                               | 24                                               | 44.4                                             | Mantuvieron la categoría y jugarán la Liga Femenina FPF 2023    |
| 10° | Deportivo Municipal                              | 18                                               | 6                                                | 5                                                | 7                                                | 24                                               | 33                                               | -9                                               | 23                                               | 42.6                                             | Mantuvieron la categoría y jugarán la Liga Femenina FPF 2023    |
| 11° | Club USMP                                        | 18                                               | 4                                                | 1                                                | 13                                               | 17                                               | 48                                               | -31                                              | 13                                               | 24.1                                             | Mantuvieron la categoría y jugarán la Liga Femenina FPF 2023    |
| 12° | Club UTC***                                      | 19                                               | 2                                                | 1                                                | 16                                               | 11                                               | 73                                               | -62                                              | 6                                                | 12.3                                             | Perdió la Revalidación y descendió a la Copa Perú Femenina 2023 |
| 13° | Sport Boys****                                   | 18                                               | 1                                                | 2                                                | 15                                               | 11                                               | 51                                               | -40                                              | 3                                                | 9.3                                              | Descendió a la Copa Perú Femenina 2023                          |
| *Alianza Lima inició el Hexagonal con 2 puntos extra por haber terminado en la primera posición de la Fase Regular. **Universitario comenzó el Hexagonal con 1 punto extra por haber terminado en la segunda posición de la Fase Regular. ***UTC de Cajamarca inició el Heptagonal con -1 punto por haber acabado en la penúltima posición de la Fase Regular. ****Sport Boys comenzó el Heptagonal con -2 puntos por haber terminado en la última posición de la Fase Regular. |                                                  |                                                  |                                                  |                                                  |                                                  |                                                  |                                                  |                                                  |                                                  |                                                  |                                                                 |

### 2023: Universitario, el más campeón
Para la Liga Femenina FPF 2023, el número de equipos subió de 13 a 14 participantes, debido al ascenso de tres equipos y al descenso de dos clubes. Los tres equipos debutantes son FBC Melgar de Arequipa, Defensores del Ilucán de Cutervo y Sporting Victoria de Iquitos. Los tres lograron su ascenso en la Copa Perú Femenina 2022 y reemplazan a los descendidos Universidad Técnica de Cajamarca y Sport Boys del Callao, que perdieron la categoría en la Liga Femenina FPF 2022.
Como en las dos primeras temporadas de la Liga, se pronosticaba que Alianza Lima, Universitario de Deportes, Carlos Mannucci y Sporting Cristal serían nuevamente los principales protagonistas del campeonato, que fue transmitido parcialmente por Nativa TV, dejando de lado a Movistar Deportes. Alianza Lima llegaba al torneo con un invicto de 34 partidos y comenzó goleando 8-0 a la Universidad San Martín de Porras en el primer partido de la temporada, disputado el 1 de abril en el estadio Iván Elías Moreno, por lo que era el rival a vencer para todos los demás favoritos.  
Y fue Universitario de Deportes el equipo que cortó la racha invicta de las victorianas de 41 partidos. En la fecha 8, las cremas vencieron por 1-0 a las blanquiazules, que de esta manera perdían su primer partido en tres temporadas de la Liga Femenina. Fue un fuerte mensaje de lo que estaría por acontecer al final del campeonato, pues Universitario también le arrebataría por primera vez el primer lugar de la primera fase y el primer lugar del hexagonal por el título.  
Tal como se esperaba, Alianza y Universitario llegaron a la final, tras superar a Mannucci y Cristal en las semifinales, respectivamente. En el partido de ida, jugado el 27 de agosto de 2023 en el Estadio Alejandro Villanueva, las íntimas vencieron 1-0 a las merengues con gol de la venezolana Heidy Padilla. La ventaja lograda por las aliancistas no fue suficiente, ya que en el partido de vuelta, disputado el 2 de setiembre en el Estadio Monumental, las "Leonas" voltearon la final con un 2-0 contundente, gracias a los goles de Stephanie Lacoste y Luz Campoverde.  
De esta manera, el club Universitario de Deportes conseguía su primera Liga Femenina FPF, que constituye su décimo título de primera división, consagrándolo históricamente como el más campeón del fútbol femenino. A su vez, evitó el ansiado tricampeonato de su eterno rival, Alianza Lima. Vale destacar que el partido de vuelta en el Estadio Monumental batió el récord sudamericano de asistencia con más de 42 mil espectadores.
En cuanto al resto de la competencia, destacaron Municipal y Cantolao clasificando al hexagonal por el título. Asimismo, los tres debutantes (Melgar, Defensores y Sporting Victoria) lograron mantener la categoría, mandando a la Universidad San Martín y al Atlético Trujillo a jugar la Liga de Ascenso Femenina 2024. Gracias a su título ganado, Universitario clasificó a la Copa Libertadores Femenina 2023, que se disputó del 5 al 23 de octubre en las ciudades colombianas de Cali y Bogotá.  
Posiciones finales de la temporada 2023
- El campeón y el subcampeón se definieron en la final ida y vuelta; el tercer y cuarto lugar, entre los perdedores de las semifinales; el quinto y el sexto, en el hexagonal por el título; y las posiciones del sétimo al decimocuarto, en el Play-off por el descenso.

| Clasificación final de la Liga Femenina FPF 2023 | Clasificación final de la Liga Femenina FPF 2023 | Clasificación final de la Liga Femenina FPF 2023 | Clasificación final de la Liga Femenina FPF 2023 | Clasificación final de la Liga Femenina FPF 2023 | Clasificación final de la Liga Femenina FPF 2023 | Clasificación final de la Liga Femenina FPF 2023 | Clasificación final de la Liga Femenina FPF 2023 | Clasificación final de la Liga Femenina FPF 2023 | Clasificación final de la Liga Femenina FPF 2023 | Clasificación final de la Liga Femenina FPF 2023 | Clasificación final de la Liga Femenina FPF 2023             |
| Pos. | Equipos                                          | Partidos                                         | Partidos                                         | Partidos                                         | Partidos                                         | Goles                                            | Goles                                            | Goles                                            | Puntos                                           | %                                                | Detalle                                                      |
| Pos. | Equipos                                          | PJ                                               | PG                                               | PE                                               | PP                                               | GF                                               | GC                                               | DG                                               | Puntos                                           | %                                                | Detalle                                                      |
| --- | ------------------------------------------------ | ------------------------------------------------ | ------------------------------------------------ | ------------------------------------------------ | ------------------------------------------------ | ------------------------------------------------ | ------------------------------------------------ | ------------------------------------------------ | ------------------------------------------------ | ------------------------------------------------ | ------------------------------------------------------------ |
| Medalla de oro | Universitario*                                   | 22                                               | 20                                               | 0                                                | 2                                                | 84                                               | 10                                               | 74                                               | 62                                               |                                                  | Campeón y clasificado a la Copa Libertadores Femenina 2023   |
| Medalla de plata | Alianza Lima**                                   | 22                                               | 18                                               | 1                                                | 3                                                | 75                                               | 10                                               | +65                                              | 56                                               |                                                  | Mantuvieron la categoría y jugarán la Liga Femenina FPF 2024 |
| Medalla de bronce | Carlos Mannucci                                  | 20                                               | 13                                               | 1                                                | 6                                                | 34                                               | 18                                               | +16                                              | 40                                               |                                                  | Mantuvieron la categoría y jugarán la Liga Femenina FPF 2024 |
| 4° | Sporting Cristal                                 | 20                                               | 9                                                | 3                                                | 8                                                | 35                                               | 25                                               | +10                                              | 30                                               |                                                  | Mantuvieron la categoría y jugarán la Liga Femenina FPF 2024 |
| 5° | Deportivo Municipal                              | 18                                               | 8                                                | 2                                                | 8                                                | 27                                               | 37                                               | -10                                              | 26                                               |                                                  | Mantuvieron la categoría y jugarán la Liga Femenina FPF 2024 |
| 6° | Academia Cantolao                                | 18                                               | 6                                                | 3                                                | 9                                                | 17                                               | 29                                               | -12                                              | 21                                               |                                                  | Mantuvieron la categoría y jugarán la Liga Femenina FPF 2024 |
| 7° | Defensores del Ilucán                            | 19                                               | 10                                               | 2                                                | 7                                                | 33                                               | 30                                               | +3                                               | 32                                               |                                                  | Mantuvieron la categoría y jugarán la Liga Femenina FPF 2024 |
| 8° | FBC Melgar                                       | 19                                               | 9                                                | 3                                                | 7                                                | 31                                               | 43                                               | -12                                              | 30                                               |                                                  | Mantuvieron la categoría y jugarán la Liga Femenina FPF 2024 |
| 9° | FC Killas***                                     | 19                                               | 5                                                | 5                                                | 9                                                | 27                                               | 34                                               | -7                                               | 19                                               |                                                  | Mantuvieron la categoría y jugarán la Liga Femenina FPF 2024 |
| 10° | Club UCV****                                     | 19                                               | 5                                                | 4                                                | 10                                               | 20                                               | 38                                               | -18                                              | 17                                               |                                                  | Mantuvieron la categoría y jugarán la Liga Femenina FPF 2024 |
| 11° | Sporting Victoria                                | 19                                               | 7                                                | 2                                                | 10                                               | 27                                               | 28                                               | -1                                               | 23                                               |                                                  | Mantuvieron la categoría y jugarán la Liga Femenina FPF 2024 |
| 12° | Ayacucho FC                                      | 19                                               | 5                                                | 4                                                | 10                                               | 28                                               | 46                                               | -18                                              | 19                                               |                                                  | Mantuvieron la categoría y jugarán la Liga Femenina FPF 2024 |
| 13° | Atlético Trujillo***                             | 19                                               | 4                                                | 0                                                | 15                                               | 24                                               | 59                                               | -35                                              | 11                                               |                                                  | Descendieron a la Liga de Ascenso Femenina 2024              |
| 14° | Club USMP****                                    | 19                                               | 1                                                | 2                                                | 16                                               | 13                                               | 68                                               | -55                                              | 3                                                |                                                  | Descendieron a la Liga de Ascenso Femenina 2024              |
| *Universitario inició el Hexagonal con 2 puntos extra por haber terminado en la primera posición de la Fase Regular. **Alianza Lima comenzó el Hexagonal con 1 punto extra por haber terminado en la segunda posición de la Fase Regular. ***Atlético Trujillo y FC Killas iniciaron el Play-off por el descenso con -1 punto por haber acabado en la penúltima posición de la Fase Regular. ****Vallejo y San Martín comenzaron el Play-off por el descenso con -2 puntos por haber terminado en la última posición de la Fase Regular. |                                                  |                                                  |                                                  |                                                  |                                                  |                                                  |                                                  |                                                  |                                                  |                                                  |                                                              |

### 2024: Alianza conquista su tercera corona
La cuarta temporada de la Liga comenzó con malas noticias para los clubes, ya que la Federación Peruana de Fútbol anunció que estos "deberán asumir los costos referentes al hospedaje y alimentación, así como los honorarios y viáticos de los árbitros y oficiales responsables de cada partido". Un golpe bajo para los clubes a pocas semanas de comenzar el torneo, ya que "estos nuevos costos podrían significar un incremento del presupuesto hasta el 30 % en cada uno de los equipos".
Debido a esta situación, "finalmente Sporting Victoria, de Iquitos, decidió no participar, por lo que serán 13 escuadras las que lucharán por alzar el título a final de temporada". Pese a estos impases entre la FPF y los clubes, el 22 de marzo comenzó la temporada con el triunfo 1-2 de FC Killas ante Cantolao en la Videna FPF. Por su parte, los equipos Biavo FC de San Martín y la Unsaac de Cusco debutaron en la Liga Femenina FPF con el fin de mantenerse en la primera división.  
Como en las anteriores temporadas, Alianza Lima, Universitario, Mannucci y Cristal se perfilaban como los principales protagonistas del torneo. Los cuatro equipos cumplieron con el pronóstico inicial, llegando nuevamente hasta las semifinales de la Liga. Los clubes sorpresa fueron el FBC Melgar de Arequipa y el Defensores del Ilucán de Cutervo, que lograron clasificarse al hexagonal por el título. Sorpresa también resultaron ser los descensos de Municipal, Cantolao y Ayacucho FC.  
En cuanto al título, Alianza Lima logró su tercer título en cuatro años frente a su rival de siempre, Universitario de Deportes. En esta ocasión, las victorianas vencieron 0-2 en el partido de ida, disputado el 25 de agosto en el Monumental de Ate, con goles de la venezolana Heidy Padilla y la colombiana Angie Castañeda. En la vuelta, disputada el 30 de agosto en el Estadio Alejandro Villanueva, las íntimas volvieron a mostrarse superiores goleando por 3-1 a las cremas, con goles de la brasileña Thaisa Assunção, la nacional Alison Reyes y nuevamente Castañeda.   
De esta manera, el cuadro de La Victoria, dirigido por el histórico director técnico chileno José Letelier, ganó la final con un global de 5-1, logrando su tercera corona nacional y clasificando a la Copa Libertadores Femenina 2024, que se realizó del 3 al 19 de octubre de 2024 en Paraguay.  
Posiciones finales de la temporada 2024
- El campeón y el subcampeón se definieron en la final ida y vuelta; el tercer y cuarto lugar, entre los perdedores de las semifinales; el quinto y el sexto, en el hexagonal por el título; y las posiciones del sétimo al decimotercero, en el heptagonal por el descenso.

| Clasificación final de la Liga Femenina FPF 2024 | Clasificación final de la Liga Femenina FPF 2024 | Clasificación final de la Liga Femenina FPF 2024 | Clasificación final de la Liga Femenina FPF 2024 | Clasificación final de la Liga Femenina FPF 2024 | Clasificación final de la Liga Femenina FPF 2024 | Clasificación final de la Liga Femenina FPF 2024 | Clasificación final de la Liga Femenina FPF 2024 | Clasificación final de la Liga Femenina FPF 2024 | Clasificación final de la Liga Femenina FPF 2024 | Clasificación final de la Liga Femenina FPF 2024 | Clasificación final de la Liga Femenina FPF 2024                     |
| Pos. | Equipos                                          | Partidos                                         | Partidos                                         | Partidos                                         | Partidos                                         | Goles                                            | Goles                                            | Goles                                            | Puntos                                           | %                                                | Detalle                                                              |
| Pos. | Equipos                                          | PJ                                               | PG                                               | PE                                               | PP                                               | GF                                               | GC                                               | DG                                               | Puntos                                           | %                                                | Detalle                                                              |
| --- | ------------------------------------------------ | ------------------------------------------------ | ------------------------------------------------ | ------------------------------------------------ | ------------------------------------------------ | ------------------------------------------------ | ------------------------------------------------ | ------------------------------------------------ | ------------------------------------------------ | ------------------------------------------------ | -------------------------------------------------------------------- |
| Medalla de oro | Alianza Lima*                                    | 21                                               | 18                                               | 2                                                | 1                                                | 78                                               | 7                                                | +71                                              | 58                                               |                                                  | Campeón y clasificado a la Copa Libertadores Femenina 2024           |
| Medalla de plata | Universitario**                                  | 21                                               | 15                                               | 3                                                | 3                                                | 64                                               | 17                                               | +47                                              | 49                                               |                                                  | Mantuvieron la categoría y jugarán la Liga Femenina FPF 2025         |
| Medalla de bronce | Carlos Mannucci                                  | 19                                               | 11                                               | 2                                                | 6                                                | 31                                               | 19                                               | +12                                              | 35                                               |                                                  | Mantuvieron la categoría y jugarán la Liga Femenina FPF 2025         |
| 4° | Sporting Cristal                                 | 19                                               | 9                                                | 4                                                | 6                                                | 28                                               | 17                                               | +11                                              | 31                                               |                                                  | Mantuvieron la categoría y jugarán la Liga Femenina FPF 2025         |
| 5° | FBC Melgar                                       | 17                                               | 8                                                | 3                                                | 6                                                | 27                                               | 17                                               | +10                                              | 27                                               |                                                  | Mantuvieron la categoría y jugarán la Liga Femenina FPF 2025         |
| 6° | Defensores del Ilucán                            | 17                                               | 5                                                | 2                                                | 10                                               | 18                                               | 36                                               | -18                                              | 17                                               |                                                  | Mantuvieron la categoría y jugarán la Liga Femenina FPF 2025         |
| 7° | Biavo FC                                         | 18                                               | 8                                                | 4                                                | 6                                                | 32                                               | 36                                               | -4                                               | 28                                               |                                                  | Mantuvieron la categoría y jugarán la Liga Femenina FPF 2025         |
| 8° | Club UCV                                         | 18                                               | 6                                                | 6                                                | 6                                                | 23                                               | 26                                               | -3                                               | 24                                               |                                                  | Mantuvieron la categoría y jugarán la Liga Femenina FPF 2025         |
| 9° | FC Killas                                        | 18                                               | 7                                                | 2                                                | 9                                                | 20                                               | 36                                               | -16                                              | 23                                               |                                                  | Mantuvieron la categoría y jugarán la Liga Femenina FPF 2025         |
| 10° | UNSAAC***                                        | 18                                               | 6                                                | 2                                                | 10                                               | 25                                               | 43                                               | -18                                              | 19                                               |                                                  | Mantuvieron la categoría y jugarán la Liga Femenina FPF 2025         |
| 11° | Deportivo Municipal                              | 18                                               | 6                                                | 4                                                | 8                                                | 15                                               | 28                                               | -13                                              | 22                                               |                                                  | Descendieron a la Liga de Ascenso Femenina 2025                      |
| 12° | Ayacucho FC***                                   | 18                                               | 2                                                | 1                                                | 15                                               | 15                                               | 53                                               | -38                                              | 6                                                |                                                  | Descendieron a la Liga de Ascenso Femenina 2025                      |
| 13° | Academia Cantolao****                            | 18                                               | 0                                                | 3                                                | 15                                               | 7                                                | 48                                               | -41                                              | 1                                                |                                                  | Descendieron a la Liga de Ascenso Femenina 2025                      |
| - | Sporting Victoria                                | -                                                | -                                                | -                                                | -                                                | -                                                | -                                                | -                                                | -                                                | -                                                | Decidió no participar y descendió a la Liga de Ascenso Femenina 2025 |
| *Alianza Lima inició el Hexagonal con 2 puntos extra por haber terminado en la primera posición de la Fase Regular. **Universitario comenzó el Hexagonal con 1 punto extra por haber terminado en la segunda posición de la Fase Regular. *** UNSAAC y Ayacucho FC iniciaron el Heptagonal con -1 punto por haber acabado en los puestos 11° y 12° de la Fase Regular. ****Academia Cantolao comenzó el Heptagonal con -2 puntos por haber terminado en la última posición de la Fase Regular. |                                                  |                                                  |                                                  |                                                  |                                                  |                                                  |                                                  |                                                  |                                                  |                                                  |                                                                      |

## Tabla histórica de la Liga Femenina FPF
Se incluyen todos los resultados de las etapas regulares, hexagonales, heptagonales, revalidaciones, semifinales, definiciones de tercer lugar y finales. En los casos de partidos definidos por penales, solo se toma en cuenta el empate como resultado final.  
- Actualizada hasta el final de la temporada 2024.

| Pos. | Clubes                | PJ | PG | PE | PP | GF  | GC  | DG   | Puntos | % | Detalle                                                                                 |
| ---- | --------------------- | -- | -- | -- | -- | --- | --- | ---- | ------ | - | --------------------------------------------------------------------------------------- |
| 1°   | Alianza Lima1         | 77 | 65 | 8  | 4  | 297 | 25  | +272 | 208    |   | Primer campeón invicto (2021), primer bicampeón invicto (2022) y campeón vigente (2024) |
| 2°   | Universitario2        | 76 | 62 | 5  | 9  | 263 | 41  | +222 | 195    |   | Campeón 2023, décimo título en su historia                                              |
| 3°   | Carlos Mannucci       | 72 | 46 | 7  | 19 | 158 | 74  | +84  | 145    |   | Primer finalista de provincia (2022)                                                    |
| 4°   | Sporting Cristal      | 72 | 34 | 11 | 27 | 141 | 81  | +60  | 113    |   |                                                                                         |
| 5°   | Club UCV5             | 68 | 26 | 14 | 28 | 97  | 101 | -4   | 90     |   |                                                                                         |
| 6°   | Deportivo Municipal   | 66 | 25 | 12 | 29 | 86  | 126 | -40  | 87     |   |                                                                                         |
| 7°   | FC Killas6            | 67 | 21 | 17 | 29 | 90  | 114 | -24  | 79     |   |                                                                                         |
| 8°   | Academia Cantolao8    | 67 | 19 | 13 | 35 | 86  | 129 | -43  | 68     |   |                                                                                         |
| 9°   | Ayacucho FC7          | 67 | 17 | 12 | 38 | 81  | 164 | -83  | 62     |   |                                                                                         |
| 10°  | FBC Melgar            | 36 | 17 | 6  | 13 | 58  | 60  | -2   | 57     |   |                                                                                         |
| 11°  | Defensores del Ilucán | 36 | 15 | 4  | 17 | 51  | 66  | -15  | 49     |   |                                                                                         |
| 12°  | Atlético Trujillo6    | 48 | 15 | 2  | 31 | 63  | 138 | -75  | 46     |   |                                                                                         |
| 13°  | Biavo FC              | 18 | 8  | 4  | 6  | 32  | 36  | -4   | 28     |   |                                                                                         |
| 14°  | Club USMP5            | 49 | 8  | 3  | 38 | 42  | 166 | -124 | 25     |   |                                                                                         |
| 15°  | Sporting Victoria     | 19 | 7  | 2  | 10 | 27  | 28  | -1   | 23     |   |                                                                                         |
| 16°  | UNSAAC7               | 18 | 6  | 2  | 10 | 25  | 43  | -18  | 19     |   |                                                                                         |
| 17°  | Club UTC3             | 31 | 2  | 3  | 26 | 20  | 129 | -109 | 8      |   | Primer descendido en Revalidación (2022)                                                |
| 18°  | Sport Boys4           | 30 | 1  | 3  | 26 | 19  | 117 | -98  | 4      |   | Primer descendido directo (2022)                                                        |

1 Alianza Lima tiene 4 puntos extra por haber terminado en la primera posición de la fase regular de la Liga Femenina 2022 y de la Liga Femenina FPF 2024, y 1 punto extra por haber terminado en la segunda posición de la fase regular de la Liga Femenina 2023.
2 Universitario tiene 2 puntos extra por haber terminado en la primera posición de la fase regular de la Liga Femenina 2023 y tiene 2 puntos extra por haber terminado en la segunda posición de la fase regular de la Liga Femenina 2022 y de la Liga Femenina FPF 2024.
3 Club UTC tiene -1 punto por haber acabado en la penúltima posición de la fase regular de la Liga Femenina 2022.
4 Sport Boys tiene -2 puntos por haber terminado en la última posición de la fase regular de la Liga Femenina 2022.
5 Club USMP y Club UCV tienen -2 puntos por haber terminado en la última y penúltima posición de la fase regular de la Liga Femenina 2023.
6 FC Killas y Atlético Trujillo tienen -1 punto por haber terminado en la antepenúltima y trasantepenúltima posición de la fase regular de la Liga Femenina 2023.
7 UNSAAC y Ayacucho FC tienen -1 punto por haber terminado en la penúltima y antepenúltima posición de la fase regular de la Liga Femenina FPF 2024.
8 Academia Cantolao tiene -2 puntos por haber terminado en la última posición de la fase regular de la Liga Femenina FPF 2024.

## Goleadoras históricas
- Goleadora de la temporada.

| Pos. | Goleadoras        | Equipos                                                                       | Goles por temporada | Goles por temporada | Goles por temporada | Goles por temporada | Goles por temporada | Total Liga |
| Pos. | Goleadoras        | Equipos                                                                       | 2021                | 2022                | 2023                | 2024                | 2025                | Total Liga |
| ---- | ----------------- | ----------------------------------------------------------------------------- | ------------------- | ------------------- | ------------------- | ------------------- | ------------------- | ---------- |
| 1.°  | Adriana Lúcar     | Alianza Lima (2021-2025)                                                      | 23                  | 17                  | 17                  | 20                  | 15                  | 92         |
| 2.°  | Luz Campoverde    | Carlos Mannucci (2021-2022) y Universitario (2023-2025)                       | 8                   | 18                  | 16                  | 7                   | 5                   | 54         |
| 3.°  | Alondra Vílchez   | Universitario (2021, 2024-2025) y Sporting Cristal (2022-2023)                | -                   | 14                  | 12                  | 7                   | 3                   | 36         |
| 4.°  | Milena Tomayconsa | Universitario (2021-2024) y Sporting Cristal (2025)                           | 11                  | 8                   | 1                   | 6                   | 9                   | 35         |
| 5.°  | Gladys Dorador    | Alianza Lima (2021-2025)                                                      | 7                   | 7                   | 10                  | 7                   | 3                   | 34         |
| 6.°  | Neidy Romero      | Alianza Lima (2021-2025)                                                      | 15                  | 12                  | 3                   | 1                   | 1                   | 32         |
|      | Sabrina Ramírez   | Universitario (2021-2024) y Sporting Cristal (2025)                           | 12                  | 5                   | 6                   | 5                   | 4                   | 32         |
| 7.°  | Heidy Padilla     | Alianza Lima (2021-2025)                                                      | 5                   | 7                   | 7                   | 5                   | 7                   | 31         |
| 8.°  | Gavi Gonzales     | Defensores (2023) y Biavo FC (2024-2025)                                      | -                   | -                   | 9                   | 7                   | 11                  | 27         |
|      | Raquel Bilcape    | FBC Melgar (2024-2025)                                                        | -                   | -                   | -                   | 15                  | 12                  | 27         |
| 9.°  | Nahomi Martínez   | Universitario (2021-2024)                                                     | 4                   | 8                   | 11                  | 3                   | -                   | 26         |
|      | Xioczana Canales  | Universitario (2021-2025)                                                     | 8                   | 7                   | 7                   | -                   | 4                   | 26         |
|      | Yomira Tacilla    | Alianza Lima (2021-2025)                                                      | 2                   | 3                   | 11                  | 1                   | 9                   | 26         |
| 10.° | Karol Murcia      | Carlos Mannucci (2024) y Sporting Cristal (2025)                              | -                   | -                   | -                   | 2                   | 20                  | 22         |
| 11.° | Stephanie Lacoste | Universitario (2023-2024)                                                     | -                   | -                   | 12                  | 8                   | -                   | 20         |
|      | Julia Mamani      | Carlos Mannucci (2021 y 2024) y Sporting Cristal (2022-2023)                  | 11                  | 2                   | 3                   | 4                   | -                   | 20         |
|      | Pierina Núñez     | Universitario (2025)                                                          | -                   | -                   | -                   | -                   | 20                  | 20         |
| 12.° | Sandra Arévalo    | Sporting Cristal (2021), Alianza Lima (2022-2023) y Universitario (2024-2025) | 5                   | 10                  | 3                   | 1                   | -                   | 19         |
| 13.° | Rocío Fernández   | Municipal (2021-2023), Defensores (2024) y Flamengo FBC (2025)                | 4                   | 11                  | 1                   | -                   | 2                   | 18         |
| 14.° | Yaritza Lárez     | Sporting Cristal (2021), Carlos Mannucci (2022-2023) y Biavo FC (2024)        | 5                   | 8                   | 2                   | 1                   | -                   | 16         |
| 15.° | Irina Cruz        | Atlético Trujillo (2021 y 2023) y Carlos Mannucci (2022)                      | 8                   | 5                   | 1                   | -                   | -                   | 14         |
|      | Thaisa Assunção   | Alianza Lima (2024)                                                           | -                   | -                   | -                   | 14                  | -                   | 14         |
|      | Manuela González  | Universitario (2024)                                                          | -                   | -                   | -                   | 14                  | -                   | 14         |

## Estadísticas

### Datos generales
| N.° | Datos                     | Temporadas                        | Temporadas                 | Temporadas          | Temporadas                           | Total Liga                   |
| N.° | Datos                     | 2021                              | 2022                       | 2023                | 2024                                 | Total Liga                   |
| --- | ------------------------- | --------------------------------- | -------------------------- | ------------------- | ------------------------------------ | ---------------------------- |
| 1   | Partidos jugados          | 83                                | 120                        | 136                 | 120                                  | 459                          |
| 2   | Partidos con ganador      | 74                                | 100                        | 120                 | 101                                  | 395                          |
| 3   | Partidos empatados        | 9                                 | 20                         | 16                  | 19                                   | 64                           |
| 4   | Equipo más ganador        | Alianza Lima y Universitario (12) | Alianza Lima (17)          | Universitario (20)  | Alianza Lima (18)                    | Alianza Lima (65)            |
| 5   | Equipo más perdedor       | Sport Boys (11)                   | Club UTC (16)              | Club USMP (16)      | Academia Cantolao y Ayacucho FC (15) | Ayacucho FC y Club USMP (38) |
| 6   | Goles anotados            | 374                               | 406                        | 475                 | 383                                  | 1638                         |
| 7   | Promedio de goles         | 4.51                              | 3.38                       | 3.49                | 3.19                                 | 3.57                         |
| 8   | Equipo más goleador       | Alianza Lima (70)                 | Alianza Lima (74)          | Universitario (84)  | Alianza Lima (78)                    | Alianza Lima (297)           |
| 9   | Equipo menos goleador     | Sport Boys (8)                    | Club UTC y Sport Boys (11) | Club USMP (13)      | Academia Cantolao (7)                | Sport Boys (19)              |
| 10  | Mejor diferencia de goles | Alianza Lima (+69)                | Alianza Lima (+67)         | Universitario (+74) | Alianza Lima (+71)                   | Alianza Lima (+272)          |
| 11  | Peor diferencia de goles  | Sport Boys (-58)                  | Club UTC (-62)             | Club USMP (-54)     | Academia Cantolao (-41)              | Club USMP (-124)             |

### Primeros goles de cada temporada
| Edición | Año  | Fecha       | Ciudad   | Estadio                                  | Local             | Resultado | Visita    | Goleadora         | Equipo            | Minuto |
| ------- | ---- | ----------- | -------- | ---------------------------------------- | ----------------- | --------- | --------- | ----------------- | ----------------- | ------ |
| I       | 2021 | 29 de mayo  | Lima     | Universidad Nacional Mayor de San Marcos | Universitario     | 9-0       | Club USMP | Nahomi Martínez   | Universitario     | 2'     |
| II      | 2022 | 2 de abril  | Lima     | Monumental                               | Universitario     | 6-0       | Club UTC  | Milena Tomayconsa | Universitario     | 6'     |
| III     | 2023 | 1 de abril  | Lima     | Iván Elías Moreno                        | Alianza Lima      | 8-0       | Club USMP | Yomira Tacilla    | Alianza Lima      | 9'     |
| IV      | 2024 | 22 de marzo | Lima     | Videna FPF                               | Academia Cantolao | 1-2       | FC Killas | María Cazorla     | Academia Cantolao | 38'    |
| V       | 2025 | 28 de marzo | Arequipa | CAR de FBC Melgar                        | FBC Melgar        | 5-0       | UNSAAC    | Raquel Bilcape    | FBC Melgar        | 23'    |

### Mayores goleadas de la Liga
| N.° | Año  | Fecha        | Ciudades | Estadio                                  | Local                  | Resultado   | Visita                 | Goleadoras |
| --- | ---- | ------------ | -------- | ---------------------------------------- | ---------------------- | ----------- | ---------------------- | --- |
| 1   | 2021 | 25 de julio  | Lima     | Universidad Nacional Mayor de San Marcos | Club UTC               | 0-14 (0-5)  | Universitario          | Milena Tomayconsa (2), Fabiola Herrera (2), Geraldine Cisneros (3), Sabrina Ramírez, Esthefany Espino, Gianella Romero, María Ruiz (3) y Aranxa Vega           |
| 2   | 2021 | 8 de agosto  | Lima     | Universidad Nacional Mayor de San Marcos | Sport Boys Association | 0-14 (0-7)  | Alianza Lima           | Luz Chinguel (2), Gladys Dorador (2), Adriana Lúcar (3), Neidy Romero (3), Heidy Padilla (2), Erika Kadena (e.c.) y Kiana Villacorta (e.c.)                    |
| 3   | 2024 | 13 de abril  | Lima     | Iván Elías Moreno                        | Alianza Lima           | 14-0 (10-0) | UNSAAC                 | Thaisa Asunção (2), Emily Flores (2), Gladys Dorador (2), Gianella Romero (3), Adriana Lúcar (2), Heidy Padilla, Allison Azabache y Steffani Otiniano          |
| 4   | 2022 | 11 de junio  | Lima     | Videna FPF                               | Alianza Lima           | 11-0 (4-0)  | Club UTC               | Gladys Dorador (2), Adriana Lúcar (4), Neidy Romero, Sandra Arévalo, Ángela Zamora (e.c), Amparo Chuquival y Sashenka Porras                                   |
| 5   | 2025 | 30 de marzo  | Lima     | Iván Elías Moreno                        | Alianza Lima           | 11-0 (3-0)  | Defensores del Ilucán  | Yomira Tacilla (2), Adriana Lúcar (4) Gladys Dorador, Heidy Padilla (2) y Annaysa Silva (2)                                                                    |
| 6   | 2022 | 30 de abril  | Lima     | Alejandro Villanueva                     | Alianza Lima           | 11-1 (6-0)  | Atlético Trujillo      | Neidy Romero (2), Adriana Lúcar, Heidy Padilla, Gladys Dorador (2), Alisson Reyes, Sandra Arévalo, Rosa Castro (2) y Yomira Tacilla (ALI) / Anel Jiménez (ATR) |
| 7   | 2021 | 24 de julio  | Lima     | Universidad Nacional Mayor de San Marcos | Atlético Trujillo      | 0-10 (0-5)  | Alianza Lima           | Adriana Lúcar (5), Miryam Tristán (2) y Neidy Romero (3) |
| 8   | 2021 | 22 de agosto | Lima     | Universidad Nacional Mayor de San Marcos | Sporting Cristal       | 10-0 (7-0)  | Sport Boys Association | Rosa Ross, Belén Arguedas, Shannen Jainudeen (5), Gianella Sanllehi, María Valentín y Jhosely Gamarra                                                          |
| 9   | 2023 | 9 de junio   | Lima     | Monumental                               | Universitario          | 10-0 (5-0)  | Club USMP              | Luz Campoverde (3), Xioczana Canales, Cindy Novoa (2), Stephanie Lacoste, Geraldine Cisneros, Nahomi Martínez y Jhosely Gamarra                                |
| 10  | 2023 | 25 de junio  | Lima     | Videna FPF                               | Universitario          | 10-0 (6-0)  | Atlético Trujillo      | Luz Campoverde (3), Cindy Novoa, Gerladine Cisneros, Nahomi Martínez (3), Milena Tomayconsa y Valerie Gherson                                                  |
| 11  | 2025 | 25 de mayo   | Trujillo | César Acuña Peralta                      | Club UCV               | 0-10 (0-7)  | Sporting Cristal       | Olenka Gutiérrez, Karol Murcia (5), Anaís Vilca (3) y Sabrina Ramírez                                                                                          |
| 12  | 2025 | 17 de agosto | Lima     | Hugo Sotil Yerén                         | Alianza Lima           | 10-0 (3-0)  | Biavo FC               | Rafaela Marques (2), Annaysa Silva (2), Silvani Oliveira, Gladys Dorador (2), Adriana Lúcar y Yomira Tacilla (2)                                               |

## Finales

### Partidos de las finales
En las cuatro temporadas, se han jugado 7 partidos en las finales. Alianza Lima jugó los 7 partidos, ganó 5 partidos y 3 títulos. 
| Edición | Año  | Campeón       | Fecha            | Ciudad   | Estadio                                  | Local           | Resultados | Visita          |
| ------- | ---- | ------------- | ---------------- | -------- | ---------------------------------------- | --------------- | ---------- | --------------- |
| I       | 2021 | Alianza Lima  | 4 de septiembre  | Lima     | Universidad Nacional Mayor de San Marcos | Alianza Lima    | 1-0        | Universitario   |
| II      | 2022 | Alianza Lima  | 25 de septiembre | Trujillo | Mansiche                                 | Carlos Mannucci | 1-1        | Alianza Lima    |
| II      | 2022 | Alianza Lima  | 6 de octubre     | Lima     | Alejandro Villanueva                     | Alianza Lima    | 3-0        | Carlos Mannucci |
| III     | 2023 | Universitario | 27 de agosto     | Lima     | Alejandro Villanueva                     | Alianza Lima    | 1-0        | Universitario   |
| III     | 2023 | Universitario | 2 de septiembre  | Lima     | Monumental                               | Universitario   | 2-0        | Alianza Lima    |
| IV      | 2024 | Alianza Lima  | 25 de agosto     | Lima     | Monumental                               | Universitario   | 0-2        | Alianza Lima    |
| IV      | 2024 | Alianza Lima  | 30 de agosto     | Lima     | Alejandro Villanueva                     | Alianza Lima    | 3-1        | Universitario   |

### Goleadoras en las finales
En las cuatro finales disputadas, se marcaron 15 goles, de los cuales 11 anotaciones fueron de Alianza Lima. La goleadora en las finales es la venezolana Heidy Padilla, con tres anotaciones en cuatro finales jugadas. 
| Pos. | Goleadoras        | Equipos                                | Temporadas | Temporadas        | Temporadas | Temporadas        | Total |
| Pos. | Goleadoras        | Equipos                                | 2021       | 2022              | 2023       | 2024              | Total |
| ---- | ----------------- | -------------------------------------- | ---------- | ----------------- | ---------- | ----------------- | ----- |
| 1°   | Heidy Padilla     | Alianza Lima                           | -          | Anotado           | Anotado    | Anotado           | 3     |
| 2°   | Adriana Lúcar     | Alianza Lima                           | -          | Anotado · Anotado | -          | -                 | 2     |
|      | Luz Campoverde    | Mannucci (2022) y Universitario (2023) | -          | Anotado           | Anotado    | -                 | 2     |
|      | Angie Castañeda   | Alianza Lima                           | -          | -                 | -          | Anotado · Anotado | 2     |
| 3°   | Neidy Romero      | Alianza Lima                           | Anotado    | -                 | -          | -                 | 1     |
|      | Gladys Dorador    | Alianza Lima                           | -          | Anotado           | -          | -                 | 1     |
|      | Stephanie Lacoste | Universitario                          | -          | -                 | Anotado    | -                 | 1     |
|      | Thaisa Assunção   | Alianza Lima                           | -          | -                 | -          | Anotado           | 1     |
|      | Manuela González  | Universitario                          | -          | -                 | -          | Anotado           | 1     |
|      | Alison Reyes      | Alianza Lima                           | -          | -                 | -          | Anotado           | 1     |

### Tabla histórica de las finales
| Pos. | Equipos         | Partidos | Partidos | Partidos | Partidos | Goles | Goles | Goles | Puntos | %      | Detalle                                                         |
| Pos. | Equipos         | PJ       | PG       | PE       | PP       | GF    | GC    | DG    | Puntos | %      | Detalle                                                         |
| ---- | --------------- | -------- | -------- | -------- | -------- | ----- | ----- | ----- | ------ | ------ | --------------------------------------------------------------- |
| 1°   | Alianza Lima    | 7        | 5        | 1        | 1        | 11    | 4     | 7     | 16     | 76.2 % | Primer campeón invicto (2021) y primer bicampeón invicto (2022) |
| 2°   | Universitario   | 5        | 1        | 0        | 4        | 3     | 7     | -4    | 3      | 14.3 % | Campeón 2023, décimo título en su historia                      |
| 3°   | Carlos Mannucci | 2        | 0        | 1        | 1        | 1     | 4     | -3    | 1      | 4.8 %  | Primer finalista de provincia (2022)                            |

## Palmarés

### Por clubes
| Pos. | Clubes           | Títulos               | Subtítulos      | Tercero         | Cuarto                      |
| ---- | ---------------- | --------------------- | --------------- | --------------- | --------------------------- |
| 1°   | Alianza Lima     | 3 (2021, 2022 y 2024) | 1 (2023)        | -               | -                           |
| 2°   | Universitario    | 1 (2023)              | 2 (2021 y 2024) | 1 (2022)        | -                           |
| 3°   | Carlos Mannucci  | -                     | 1 (2022)        | 2 (2023 y 2024) | -                           |
| 4°   | Club UCV         | -                     | -               | 1 (2021)        | -                           |
| 5°   | Sporting Cristal | -                     | -               | -               | 4 (2021, 2022, 2023 y 2024) |

### Por futbolistas
| Pos. | Futbolista          | Posición      | Clubes                       | Total     | Años campeona     |
| ---- | ------------------- | ------------- | ---------------------------- | --------- | ----------------- |
| 1°   | Annie Del Carpio    | Arquera       | Alianza Lima y Universitario | 3 títulos | 2021, 2022 y 2023 |
|      | Adriana Lúcar       | Delantera     | Alianza Lima                 | 3 títulos | 2021, 2022 y 2024 |
|      | Neidy Romero        | Mediocampista | Alianza Lima                 | 3 títulos | 2021, 2022 y 2024 |
|      | Gladys Dorador      | Delantera     | Alianza Lima                 | 3 títulos | 2021, 2022 y 2024 |
|      | Heidy Padilla       | Mediocampista | Alianza Lima                 | 3 títulos | 2021, 2022 y 2024 |
|      | Yomira Tacilla      | Delantera     | Alianza Lima                 | 3 títulos | 2021, 2022 y 2024 |
|      | Alison Reyes        | Defensa       | Alianza Lima                 | 3 títulos | 2021, 2022 y 2024 |
|      | Sashenka Porras     | Delantera     | Alianza Lima                 | 3 títulos | 2021, 2022 y 2024 |
|      | Anaís Vilca         | Delantera     | Alianza Lima                 | 3 títulos | 2021, 2022 y 2024 |
|      | Maryory Sánchez     | Arquera       | Alianza Lima                 | 3 títulos | 2021, 2022 y 2024 |
|      | Gianella Romero     | Defensa       | Alianza Lima                 | 3 títulos | 2021, 2022 y 2024 |
|      | Rosa Castro         | Defensa       | Alianza Lima                 | 3 títulos | 2021, 2022 y 2024 |
|      | Steffani Otiniano   | Mediocampista | Alianza Lima                 | 3 títulos | 2021, 2022 y 2024 |
|      | Jazmín Porras       | Mediocampista | Alianza Lima                 | 3 títulos | 2021, 2022 y 2024 |
|      | Lucerito Huamán     | Mediocampista | Alianza Lima                 | 3 títulos | 2021, 2022 y 2024 |
| 2°   | Miryam Tristán      | Delantera     | Alianza Lima                 | 2 títulos | 2021 y 2022       |
|      | Yoselin Miranda     | Defensa       | Alianza Lima                 | 2 títulos | 2021 y 2022       |
|      | Xiomara Canales     | Defensa       | Alianza Lima                 | 2 títulos | 2021 y 2022       |
|      | Catherinne Bringas  | Defensa       | Alianza Lima                 | 2 títulos | 2021 y 2022       |
|      | Amparo Chuquival    | Defensa       | Alianza Lima                 | 2 títulos | 2021 y 2022       |
|      | Alexandra Zamora    | Arquera       | Alianza Lima                 | 2 títulos | 2021 y 2022       |
|      | Andrea Valderrama   | Defensa       | Alianza Lima                 | 2 títulos | 2021 y 2022       |
|      | Enica Fasabi        | Defensa       | Alianza Lima                 | 2 títulos | 2021 y 2022       |
|      | Karla Conga         | Defensa       | Alianza Lima                 | 2 títulos | 2021 y 2022       |
|      | Yamile Rivas        | Defensa       | Alianza Lima                 | 2 títulos | 2021 y 2022       |
|      | María Ortegano      | Mediocampista | Alianza Lima                 | 2 títulos | 2021 y 2022       |
|      | Cindy Novoa         | Mediocampista | Alianza Lima y Universitario | 2 títulos | 2021 y 2023       |
| 3°   | Karla Sosa          | Arquera       | Alianza Lima                 | 1 título  | 2021              |
|      | Vanessa Llanca      | Defensa       | Alianza Lima                 | 1 título  | 2021              |
|      | Camila Oliva        | Defensa       | Alianza Lima                 | 1 título  | 2021              |
|      | Alhisson Sotelo     | Defensa       | Alianza Lima                 | 1 título  | 2021              |
|      | Berioska Castro     | Mediocampista | Alianza Lima                 | 1 título  | 2021              |
|      | Nora Jiménez        | Mediocampista | Alianza Lima                 | 1 título  | 2021              |
|      | Fernanda Lizárraga  | Arquera       | Alianza Lima                 | 1 título  | 2022              |
|      | Patricia García     | Arquera       | Alianza Lima                 | 1 título  | 2022              |
|      | Sofía García        | Defensa       | Alianza Lima                 | 1 título  | 2022              |
|      | Sandra Arévalo      | Mediocampista | Alianza Lima                 | 1 título  | 2022              |
|      | Carmen Quesada      | Mediocampista | Alianza Lima                 | 1 título  | 2022              |
|      | Liliana Neyra       | Delantera     | Alianza Lima                 | 1 título  | 2022              |
|      | Camila Rodríguez    | Arquera       | Universitario                | 1 título  | 2023              |
|      | Silvana Alfaro      | Arquera       | Universitario                | 1 título  | 2023              |
|      | Stephannie Vásquez  | Defensa       | Universitario                | 1 título  | 2023              |
|      | Kimberly Flores     | Defensa       | Universitario                | 1 título  | 2023              |
|      | Karent Balcázar     | Defensa       | Universitario                | 1 título  | 2023              |
|      | Adriana Muñoz       | Defensa       | Universitario                | 1 título  | 2023              |
|      | Fabiola Herrera     | Defensa       | Universitario                | 1 título  | 2023              |
|      | Wendy Rivera        | Defensa       | Universitario                | 1 título  | 2023              |
|      | Stephanie Lacoste   | Defensa       | Universitario                | 1 título  | 2023              |
|      | María Valentin      | Defensa       | Universitario                | 1 título  | 2023              |
|      | Esthefany Espino    | Defensa       | Universitario                | 1 título  | 2023              |
|      | Scarleth Flores     | Mediocampista | Universitario                | 1 título  | 2023              |
|      | Fabiola Ayala       | Mediocampista | Universitario                | 1 título  | 2023              |
|      | Rebeca López        | Mediocampista | Universitario                | 1 título  | 2023              |
|      | Jhosely Gamarra     | Mediocampista | Universitario                | 1 título  | 2023              |
|      | Luana Chamochumbi   | Mediocampista | Universitario                | 1 título  | 2023              |
|      | Luz Campoverde      | Delantera     | Universitario                | 1 título  | 2023              |
|      | Sabrina Ramírez     | Delantera     | Universitario                | 1 título  | 2023              |
|      | Xioczana Canales    | Delantera     | Universitario                | 1 título  | 2023              |
|      | Geraldine Cisneros  | Mediocampista | Universitario                | 1 título  | 2023              |
|      | Nahomi Martínez     | Delantera     | Universitario                | 1 título  | 2023              |
|      | Milena Tomayconsa   | Delantera     | Universitario                | 1 título  | 2023              |
|      | Farlyn Caicedo      | Delantera     | Universitario                | 1 título  | 2023              |
|      | Valerie Gherson     | Delantera     | Universitario                | 1 título  | 2023              |
|      | Marie Anne Briceño  | Delantera     | Universitario                | 1 título  | 2023              |
|      | Alessia Sanllehi    | Delantera     | Universitario                | 1 título  | 2023              |
|      | Emily Flores        | Mediocampista | Alianza Lima                 | 1 título  | 2024              |
|      | Angie Castañeda     | Mediocampista | Alianza Lima                 | 1 título  | 2024              |
|      | Tifani Molina       | Defensa       | Alianza Lima                 | 1 título  | 2024              |
|      | Thaisa Assunção     | Mediocampista | Alianza Lima                 | 1 título  | 2024              |
|      | Rafaella Marques    | Mediocampista | Alianza Lima                 | 1 título  | 2024              |
|      | Allison Azabache    | Mediocampista | Alianza Lima                 | 1 título  | 2024              |
|      | Birka Ruiz          | Delantera     | Alianza Lima                 | 1 título  | 2024              |
|      | Elsa Tapullima      | Delantera     | Alianza Lima                 | 1 título  | 2024              |
|      | María Dávila        | Arquera       | Alianza Lima                 | 1 título  | 2024              |
|      | Jenyfer Loli        | Arquera       | Alianza Lima                 | 1 título  | 2024              |
|      | Kaylee Rybinski     | Arquera       | Alianza Lima                 | 1 título  | 2024              |
|      | Grecia Robles       | Defensa       | Alianza Lima                 | 1 título  | 2024              |
|      | Ruby Rocha          | Defensa       | Alianza Lima                 | 1 título  | 2024              |
|      | Micaela Campoblanco | Defensa       | Alianza Lima                 | 1 título  | 2024              |
|      | Mayka Boulangger    | Delantera     | Alianza Lima                 | 1 título  | 2024              |

### Por entrenadores
| Pos. | Entrenadores      | Clubes           | Títulos         | Subtítulos | Tercero         | Cuarto          |
| ---- | ----------------- | ---------------- | --------------- | ---------- | --------------- | --------------- |
| 1°   | Samir Mendoza     | Alianza Lima     | 2 (2021 y 2022) | -          | -               | -               |
| 2°   | Jhon Tierradentro | Universitario    | 1 (2023)        | 1 (2024)   | -               | -               |
| 3°   | José Letelier     | Alianza Lima     | 1 (2024)        | -          | -               | -               |
| 4°   | Luis Cordero      | Carlos Mannucci  | -               | 1 (2022)   | 2 (2023 y 2024) | -               |
| 5°   | Juan Durand       | Universitario    | -               | 1 (2021)   | -               | -               |
| 6°   | John Alber Ortiz  | Alianza Lima     | -               | 1 (2023)   | -               | -               |
| 7°   | Daniel Ayudante   | Club UCV         | -               | -          | 1 (2021)        | -               |
| 8°   | Paolo Maldonado   | Universitario    | -               | -          | 1 (2022)        | -               |
| 9°   | Doriva Bueno      | Sporting Cristal | -               | -          | -               | 2 (2022 y 2023) |
| 10°  | Olienka Salinas   | Sporting Cristal | -               | -          | -               | 1 (2021)        |
| 11°  | Lizandro Barbarán | Sporting Cristal | -               | -          | -               | 1 (2024)        |

### Por ciudades
| Pos. | Ciudades | Títulos                     | Subtítulos            | Tercero               | Cuarto                      |
| ---- | -------- | --------------------------- | --------------------- | --------------------- | --------------------------- |
| 1°   | Lima     | 4 (2021, 2022, 2023 y 2024) | 3 (2021, 2023 y 2024) | 1 (2022)              | 4 (2021, 2022, 2023 y 2024) |
| 2°   | Trujillo | -                           | 1 (2022)              | 3 (2021, 2023 y 2024) | -                           |

## Revalidaciones
| Edición | Año  | Ganador           | Fecha           | Ciudades | Estadio                | Local             | Resultados | Visita   |
| ------- | ---- | ----------------- | --------------- | -------- | ---------------------- | ----------------- | ---------- | -------- |
| II      | 2022 | Sporting Victoria | 30 de noviembre | Lima     | Municipal de La Molina | Sporting Victoria | 2-0        | Club UTC |

## Premiaciones
| Edición | Año       | Jugadora del año  | Jugadora del año | Arquera del año  | Arquera del año | Técnico del año   | Técnico del año | Gol del año     | Gol del año   | Jugadora promesa | Jugadora promesa | Jugadora de la final | Jugadora de la final | Once ideal |
| ------- | --------- | ----------------- | ---------------- | ---------------- | --------------- | ----------------- | --------------- | --------------- | ------------- | ---------------- | ---------------- | -------------------- | -------------------- | --- |
| I       | 2021(*)   | Emily Flores      | Club UCV         | Annie Del Carpio | Alianza Lima    | Samir Mendoza     | Alianza Lima    |                 |               | María Espejo     | Sporting Cristal |                      |                      | Annie Del Carpio; Carmen Campos, Fabiola Herrera, Amparo Chuquival; Irina Alva, Catherine Bringas, Fabiana Oribe, Miryam Tristán; Sandy Dorador, Luz Campoverde y Adriana Lúcar |
| II      | 2022(**)  | Adriana Lúcar     | Alianza Lima     | Maryory Sánchez  | Alianza Lima    |                   |                 |                 |               |                  |                  | Gladys Dorador       | Alianza Lima         | |
| III     | 2023(***) | Stephanie Lacoste | Universitario    | Maryory Sánchez  | Alianza Lima    | Jhon Tierradentro | Universitario   | Scarleth Flores | Universitario |                  |                  |                      |                      | Maryori Sánchez; Alison Buitrón, Blanca Medina, Stephanie Lacoste, Karent Balcazar; Emily Flores, Cindy Novoa, Scarleth Flores; Luz Campoverde, Nahomi Martínez y Adriana Lúcar |
| IV      | 2024(***) | Adriana Lúcar     | Alianza Lima     | Maryory Sánchez  | Alianza Lima    | José Letelier     | Alianza Lima    | Angie Castañeda | Alianza Lima  |                  |                  |                      |                      | Maryory Sánchez; Lizeth Ocampo, Lucy Meza, Stephanie Lacoste, Rosa Castro; Scarleth Flores, Emily Flores, Rubí Acosta; Raquel Bilcape, Melicia Aguilar y Adriana Lucar          |

(*) La elección de las mejores del certamen fue realizada por Mujeres Fútbol Club y DeportVida Perú.
(**) Los premios fueron entregados por la FPF tras culminar el partido de vuelta de la final de la liga.  
(***) Los premios fueron entregados en la Gala de Premiación de la Liga de Fútbol Profesional, que también premió a los mejores jugadores de la Liga 1, del Torneo de Reservas y de la Liga 2. 

## Patrocinios
| Edición | Año  | Patrocinador  | Denominación comercial      |
| ------- | ---- | ------------- | --------------------------- |
| I       | 2021 | -             | -                           |
| II      | 2022 | Pluspetrol    | Liga Femenina Pluspetrol    |
| III     | 2023 | Apuesta Total | Liga Femenina Apuesta Total |
| IV      | 2024 | Apuesta Total | Liga Femenina Apuesta Total |
| V       | 2025 | Apuesta Total | Liga Femenina Apuesta Total |